# St. Andreas (Teisendorf)

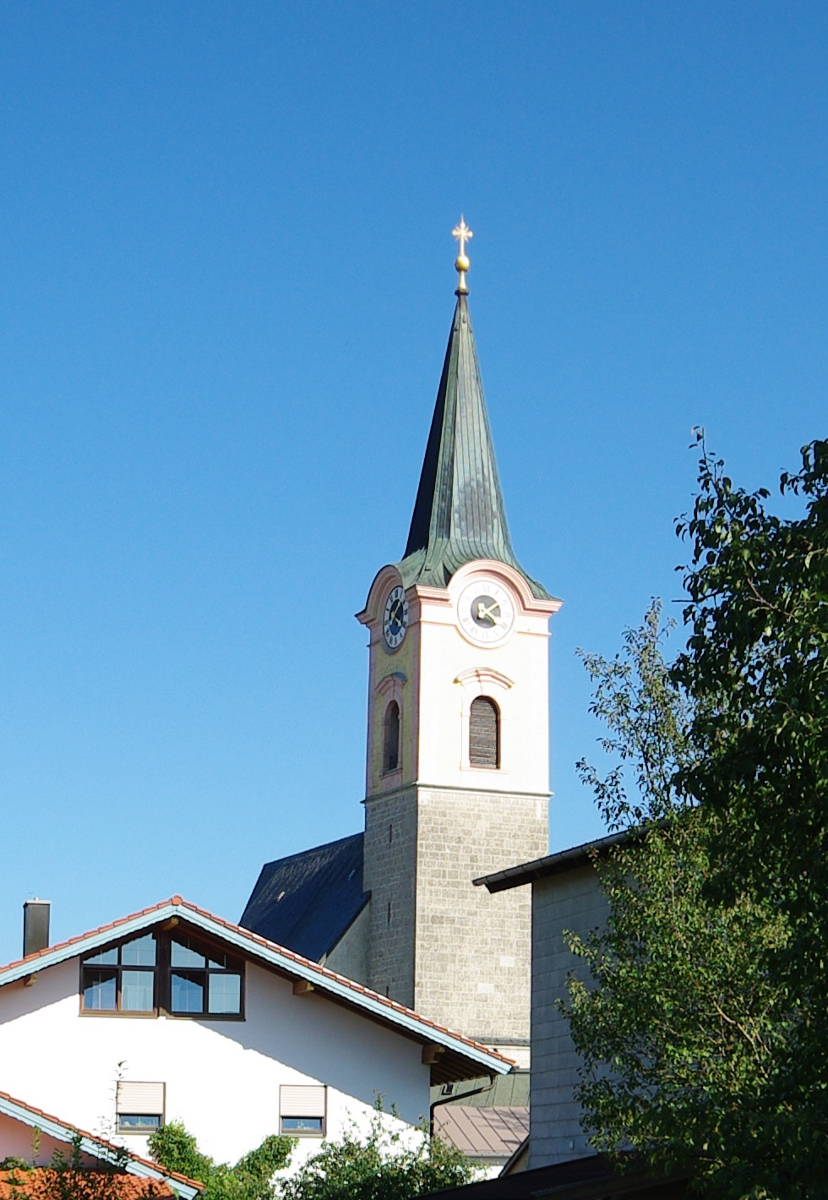
St. Andreas

St. Andreas in Teisendorf ist die barocke Pfarrkirche der gleichnamigen katholischen Pfarrei. Sie wurde 1684, nach einem Brand des Marktes, auf einem älteren Kern neu errichtet. Die Kirche wurde mehrfach, unter anderem aufgrund eines weiteren Brandes, erneuert und erweitert. Der Hauptturm gehört mit 64 Metern zu den höchsten im Landkreis Berchtesgadener Land.

## Geschichte
Am 3. November 1437 weihte der Bischof von Chiemsee die neue gotische Pfarrkirche. 1682 brannte der Markt Teisendorf einschließlich der Kirche. Danach wurde 1684 die heutige Kirche auf dem vorhandenen Kern, gegenüber der alten um zwei Seitenschiffe erweitert, errichtet. Sie verfügt über einen eingezogenen Polygonalchor und eine angefügte zweigeschossige Sakristei. 1737 wurde der Kirchturm nach dem Einsturz wieder errichtet. Beim erneuten Brand des Marktes Teisendorf 1815 wurde die Kirche nochmals in Mitleidenschaft gezogen.

## Glocken
Das Geläut besteht aus drei Glocken von 1949 (von Karl Czudnochowsky in Erding gegossen) und einer von 1815 (die als einzige von einem Vierergeläut dieser Zeit übrig blieb). Separat dazu gibt es heute noch eine Sterbeglocke aus dem Jahre 1780.

## Turm
Der Turm hatte früher eine dreifache Zwiebelhaube als Bekrönung und trug damit noch deutlicher Salzburger Prägung, wie es schon die offenen Schallarkaden und die Uhrengesimse verraten. Damit wird die frühere Zugehörigkeit zum Erzbistum Salzburg angedeutet. Erst 1737 nach dem Einsturz des Hauptturmes wurde er in seiner heutigen Form errichtet, wodurch seine endgültige Höhe von 64 Metern erreicht wurde.

## Mediale Rezeption
Die für den Markt Teisendorf ortsbildprägende Kirche ist das zentrale Motiv der ersten Einstellung des Vorspanns der bekannten Fernsehserie Königlich Bayerisches Amtsgericht. Beim folgenden Schnitt zum Kirchturm im Detail wird allerdings zur Stiftskirche Laufen gewechselt.

## Pfarrei
1617 wurde das salzburgische Landdekanat Teisendorf gegründet. 200 Jahre später, am 5. November 1817, schied das Dekanat aus dem Erzbistum Salzburg aus und wurde mit päpstlicher Bulle vom 8. Dezember 1822 endgültig der Erzdiözese München und Freising zugeschlagen.